# Pyramidenzüge
Pyramidenzüge, auch mit Dreispitzzug oder Spitzzug bezeichnet, sind in der Heraldik mehrere lange spitze Triangeln, die mindestens bis zur Wappenmitte oder darüber hinaus reichen. Es handelt sich um ein Heroldsbild, dass sich durch die Anzahl größer eins von der Spitze unterscheidet. Der Begriff ist veraltet. Ob die Triangel aus dem rechten oder linken Schildrand oder dem Schildfuß hervorkommen wird bei der Wappenbeschreibung durch rechts oder links querausgespitzt oder aufwärtsausgepitzt benannt. Ähnlich die Blasonierung, wenn sich Triangeln mit den Spitzen treffen oder aus einer Wappenecke hervor kommen. 
In der neueren Heraldik beschreibt man es mit Keil oder Spitze in der auftretenden Anzahl und Richtungsangabe.